# Chiesa di San Siro (Nervi)
La chiesa plebana di San Siro è un luogo di culto cattolico situato nel quartiere di Nervi, in via Camillo Campostano, nel comune di Genova nella città metropolitana di Genova. La chiesa è sede della parrocchia omonima del vicariato di Nervi-Quinto dell'arcidiocesi di Genova.

## Storia

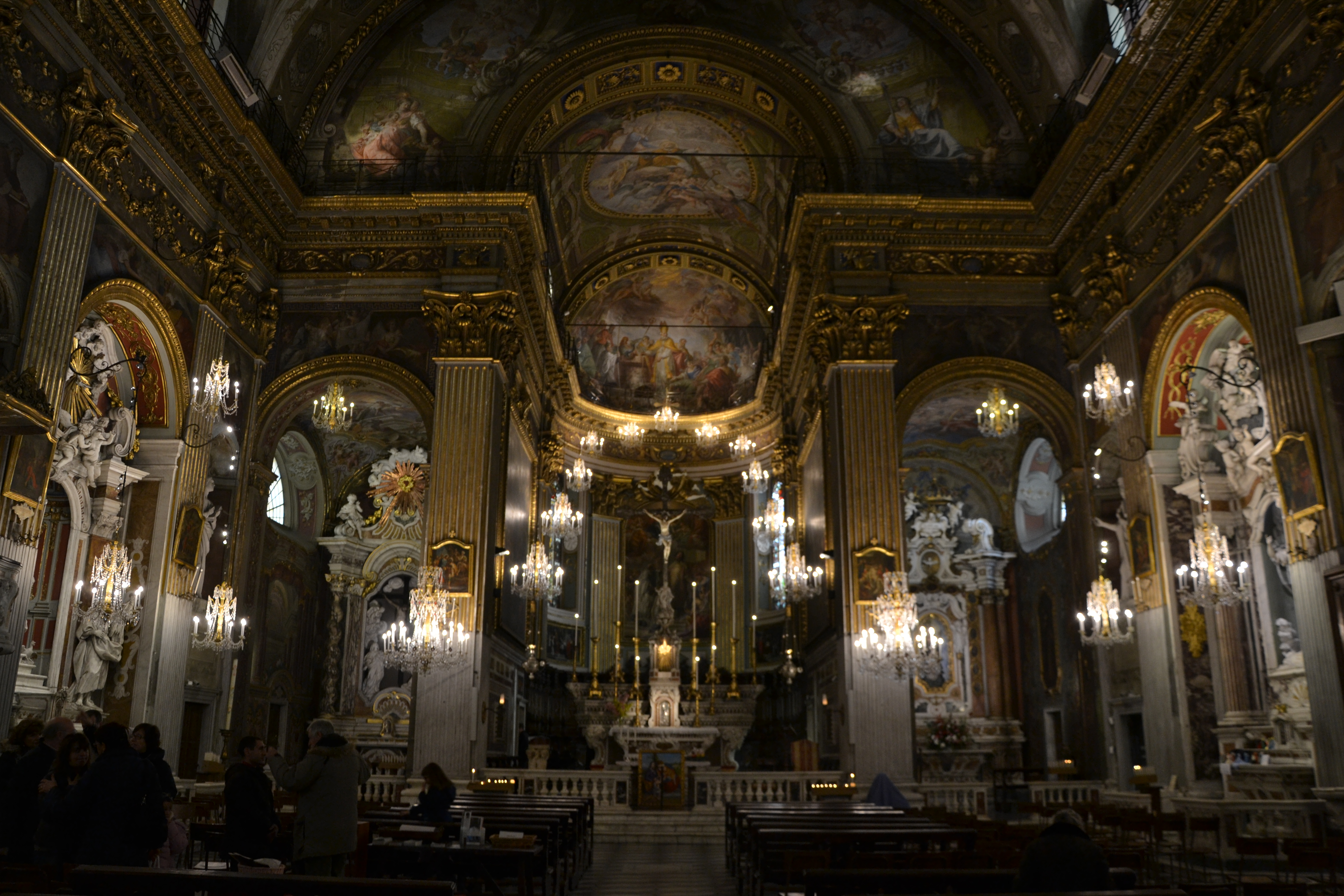
Interno

Le fonti storiche, e studi di storici e architetti, attribuiscono all'odierna chiesa parrocchiale di San Siro un'antica origine. Il primo impianto risalirebbe infatti al X o XI secolo, o ancora alla prima metà del XIII secolo e già in questo secolo sono registrati i primi arcipreti della chiesa; lo storico Cambiaso asserisce invece la sua presenza già dal V secolo. I documenti storici, comunque, attestano che già nel XIII secolo aveva un capitolo di canonici.
Conservante dal periodo medievale del titolo di plebana la chiesa, dal XVII secolo per l'aumento della popolazione, fu ritenuta non più sufficiente e idonea per le esigenze religiose. Il progetto di restauro e ampliamento dell'antica struttura fu curato dall'architetto lombardo Francesco de Novi.
Con una spesa calcolata nelle sei o settemila lire genovesi, cifra che fu concessa dal Senato della Repubblica di Genova nel 1638, recuperabile con una tassazione ventennale per i parrocchiani, i lavori per la nuova chiesa durarono dal 1639 al 1686 o 1689 secondo altre fonti. La consacrazione avvenne il 25 luglio 1723 ad opera di monsignor Agostino Saluzzo, vescovo della diocesi di Mariana-Accia.

## Descrizione

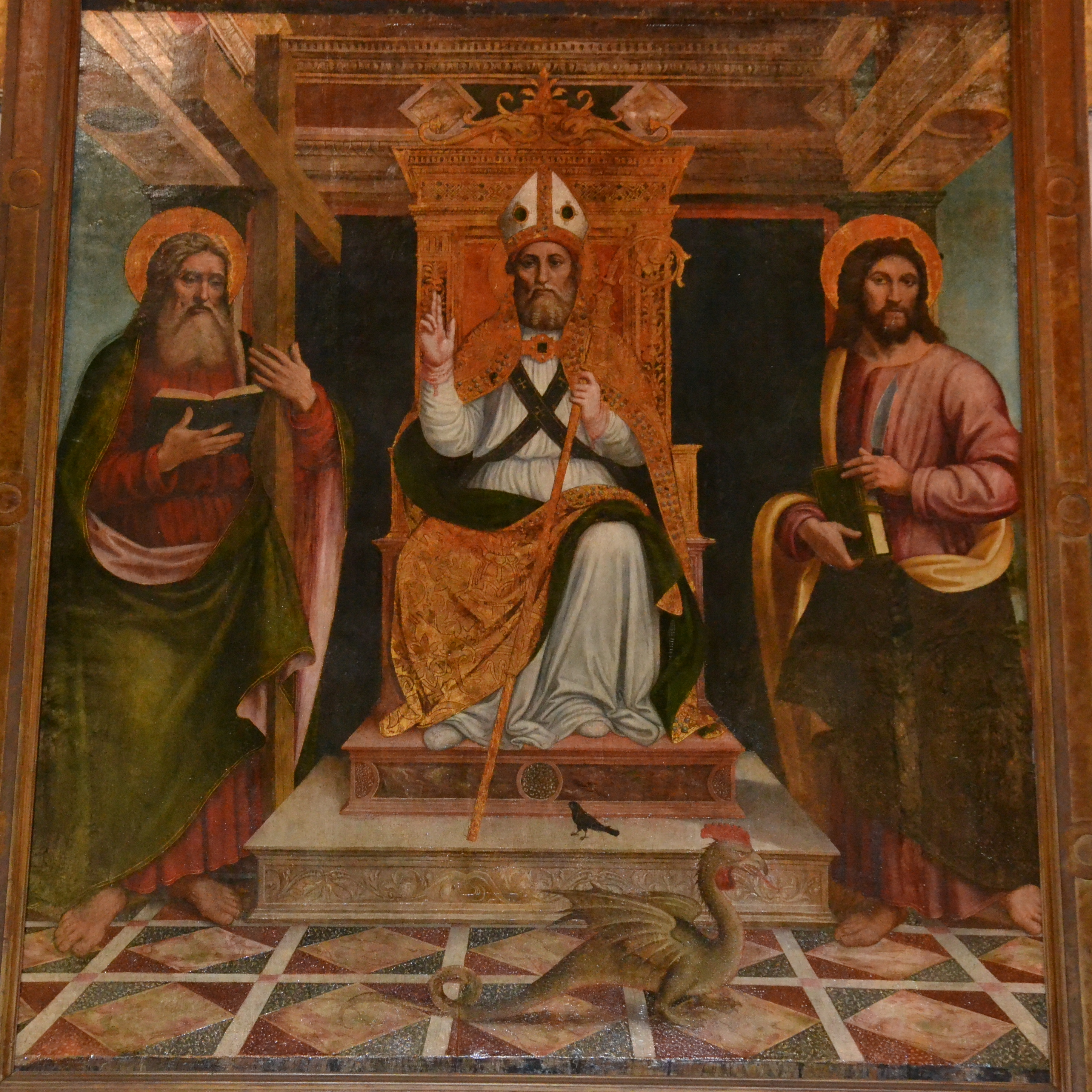
Il dipinto San Siro in cattedra tra i santi Andrea e Bartolomeo (XVI secolo), di Pier Francesco Sacchi.

La struttura è formata da una sola navata e, oltre all'altare maggiore e il pulpito, da sei altari laterali.
All'interno sono esposte opere scultoree del periodo neoclassico di vari artisti genovesi, legati all'Accademia ligustica di belle arti, tra i quali gli scultori Pasquale Bocciardo e Bernardo Mantero.
Nella zona del presbiterio è conservato il dipinto raffigurante la Trasfigurazione del corpo di san Siro del pittore Carlo Giuseppe Ratti; lo stesso Ratti è l'autore degli affreschi del coro compiuti nel 1790. Di Francesco Semino sono invece le raffigurazioni dei profeti maggiori e dei profeti minori lungo i finestroni. Tra le decorazioni, le più eseguite in epoca moderna, vi è il medaglione dell'Ascensione di Gesù di Giuseppe Paganelli e realizzata nel 1820.
Ora custodita in canonica è la tavola del XVI secolo ritraente San Siro in cattedra tra i santi Andrea e Bartolomeo del pittore Pier Francesco Sacchi. Nel battistero sono esposte due statue ornamentali realizzate nel 1877 da Giacobbe Emanuele, ma su disegno di Maurizio Dufour. Dichiarata monumento nazionale è la tomba del conte Luigi Emanuele Corvetto.
La chiesa conserva ben quattromila reliquie, dono del 1865 di Giuseppe Sartoria e che lui stesso ereditò dallo zio Domenico Gaetano Sartoria, priore della chiesa di Santa Sabina di Genova.